# Ô tác nâu nhỏ
Ô tác nâu nhỏ, tên khoa học Eupodotis humilis, là một loài chim trong họ Otididae.